# Strategika
Strategika (στρατηγικά), auch Taktika genannt, waren militärische Abhandlungen, die im Byzantinischen Reich populär wurden.
Spätantike Strategika (Sg. Strategikon) entstanden vor allem im 5. und 6. Jahrhundert. Sie stützten sich auf ältere militärische Schriften von Autoren wie Aelian der Taktiker (Taktik und Terminologie), Onasander (Befehlsführung), Sextus Iulius Africanus, Vegetius und Polyainos (Geräte und Stratagema), Aineias und Heron (Kriegs- und Belagerungsmaschinen). Unklar ist, inwiefern ein Zusammenhang mit orientalischen Traditionen besteht; man kennt Fragmente sassanidischer Militärtraktate, die deutliche Parallelen zu den spätrömischen aufweisen. Frühe spätantik-byzantinische Strategika sind jene von Urbikios (eine unter Anastasios I. entstandene Epitome Arrians) und Syrianos Magistros (über Seekriegsführung), zudem ein anonymes Handbuch der Taktik, dessen erstes Blatt fehlt, und schließlich das berühmte Strategikon des Maurikios (um 590). Mit dem weitgehenden Erlöschen der antiken literarischen Kultur im 7. Jahrhundert verschwand dann zunächst auch die Gattung der oströmisch-frühbyzantinischen Strategika.
Das Wiederaufleben des Interesses an der Kriegswissenschaft im 10. Jahrhundert begünstigte dann die Entstehung von Werken wie den Taktika Leos VI. der Sylloge Tacticorum, der Naumachika, und den Taktika des Nikephoros Uranos. Diese mittelbyzantinischen Strategika paraphrasierten die klassischen römischen und spätantiken Werke und ergänzten sie um zeitgenössische Erfahrungen. Aus dem 10. Jahrhundert stammen auch die militärischen Erfahrungsberichte aus dem Umfeld Nikephoros’ II. Phokas und Basileios’ II., Praecepta militaria, De velitatione und De re militari. Das Veröffentlichen von Strategika wurde schließlich nach Basileios II. eingestellt.
Die Byzantiner waren von der Nützlichkeit der Anleitungen überzeugt und empfahlen sie Interessierten und Betroffenen zur Lektüre. Die zahlreichen Strategika erfreuten sich im 10./11. Jahrhundert großer Beliebtheit, sie wurden von Heerführern wie Johannes Dukas gesammelt und gelesen.